# Hermann Egner
Hermann Xaver Egner (* 12. Dezember 1947 in Lörrach; † 25. April 2005 in Schopfheim) war ein deutscher Posaunist und Komponist im Bereich der Blasmusik. Er wirkte als Verbandsdirigent des Alemannischen Musikverbands und war von 1992 bis 2000 Vorsitzender der Bläserjugend des Bundes Deutscher Blasmusikverbände.

## Leben
Egner absolvierte den Wehrdienst im Heeresmusikkorps Ulm und studierte danach an der Pädagogischen Hochschule Lörrach Musik, Geschichte und Mathematik; seine Lehrer in Dirigieren, Posaune und Harmonielehre waren Gerd Watkinson und Gerbert Mutter. Später studierte er bei Willy Schneider an der Staatlichen Hochschule für Musik Trossingen und nahm Privatunterricht bei Bruno Gutknecht, Solo-Posaunist des Sinfonieorchesters Basel.
Egner wurde danach als Musik- und Mathematiklehrer in Schopfheim angestellt, später als Rektor. Er leitete den lokalen Schulchor mit rund 90 Mitgliedern und unterrichtete am staatlichen Seminar für Lehrerausbildung als Musikdidaktik-Lehrbeauftragter. Als Blasmusikdirigent leitete er jahrelang den Musikverein in Höllstein, die Stadtmusik Zell im Wiesental sowie das Blasorchester Roche in Basel.
Unter seinen Kompositionen und Arrangements finden sich zahlreiche Werke für sinfonisches Blasorchester sowie Kompositionen für Chor und Blasorchester.